# Jusuf Vrioni
Pour les articles homonymes, voir Vrioni.
Jusuf Vrioni, né à Berat en Albanie le 16 mars 1916 et mort à Paris 15e le 1er juin 2001, est un traducteur albanais.

## Biographie
Jusuf Vrioni est le fils d'Ilias Bey Vrioni, grand officier de la Légion d'honneur et plusieurs fois premier ministre, ministre des Affaires étrangères de l’Albanie et ministre plénipotentiaire du royaume albanais à Paris et Londres. 
Membre de la grande famille des beys de Berat, Fier et Myzeqe, anciennes villes de la province de Ioannina de l'Empire ottoman et actuelles villes de la République albanaise.
Jusuf Vrioni passe toute sa jeunesse en France, de 1925 à 1939, suit ses études au lycée Janson-de-Sailly, rue de la Pompe, puis à HEC Paris. Il devient champion de France de polo et de hockey en 1938. En 1938, il part pour Rome. En 1943, il est de retour dans son pays et en 1944 les communistes prennent le pouvoir. 
En 1947, il est arrêté pour « espionnage » et passe 13 ans en prison. Il est libéré en 1959. Pour vivre, il devient traducteur et on lui confie divers textes à caractère politique. Il se voit ainsi chargé de traduire en français les textes du dictateur Enver Hoxha, prolifique auteur d'essais. À partir du début des années 1960, il traduit plusieurs auteurs, et notamment Ismail Kadaré, dont il contribue grandement à la notoriété hors des frontières de l'Albanie. Vrioni, parfait francophone, savait judicieusement adapter des expressions typiquement albanaises, en trouvant celles qui étaient équivalentes en français. Les toutes premières traductions françaises de Kadaré sont anonymes, le régime albanais ne voulant pas que figure le nom d'un « ci-devant » qui a purgé douze ans dans les prisons et bagnes du pays. 
En 1997, à la suite de la crise politique en Albanie, Jusuf Vrioni quitte définitivement l'Albanie pour s'installer à Paris. En 1998, il est nommé ambassadeur de son pays à l'UNESCO. La même année, en mai, il est fait chevalier de la Légion d'honneur. Jusuf Vrioni est mort à Paris le 1er juin 2001.

## Œuvres
- Mondes effacés, souvenirs d'un Européen, JC Lattès, 1998 (en collaboration avec Éric Faye).

## Activité diplomatique
- Ambassadeur de l’Albanie auprès de l'UNESCO : 1998 - 2001.